# Ташенберг, Эрнст Людвиг
Эрнст Людвиг Ташенберг (Ernst Ludwig Taschenberg) — немецкий энтомолог, отец Эрнста Отто Ташенберга.

## Биография
Ташенберг изучал с 1837 года в Лейпциге и Берлине математику и естественные науки, затем работал помощником учителя в учреждениях Франке в Галле. Он посвятил себя энтомологии, упорядочивая значительную коллекцию жуков профессора Эрнста Фридриха Гермара и коллекцию насекомых Зоологического музея.
Затем он два года преподавал в Зезене и 5 лет в Цане. В 1856 году он перебрался в Галле, где работал инспектором в Зоологическом музее, в 1871 году он был назначен экстраординарным профессором. Деятельность Ташенберга была направлена на исследование практического значения насекомых для сельского хозяйства, садоводства и лесоводства.

## Труды
- Was da kriecht und fliegt, Bilder aus dem Insektenleben. (Berlin 1861);
- Naturgeschichte der wirbellosen Tiere, die in Deutschland den Feld-, Wiesen- und Weidekulturpflanzen schädlich werden. (Leipzig 1865);
- Die Hymenopteren Deutschlands (Leipzig 1866);
- Entomologie für Gärtner und Gartenfreunde. (Leipzig 1871);
- Schutz der Obstbäume und deren Früchte gegen feindliche Tiere. (2. Aufl., Stuttgart 1879);
- Forstwirtschaftliche Insektenkunde. (Leipzig 1873);
- Das Ungeziefer der landwirtschaftlichen Kulturgewächse. ( Leipzig 1873);
- Praktische Insektenkunde. 5 Bde. (Bremen 1879-80);
- Die Insekten nach ihrem Nutzen und Schaden. (Leipzig 1882).оцифрованное издание